# Desert Yacht Club
Desert Yacht Club è il decimo album in studio del gruppo musicale italiano Negrita, pubblicato il 9 marzo 2018 dalla Universal Music Group
L'album è stato anticipato dai singoli Adiós paranoia e Scritto sulla pelle.

## Tracce
1. Siamo ancora qua – 3:08
2. No Problem – 3:24
3. Scritto sulla pelle – 3:33
4. Non torneranno più – 3:21
5. Voglio stare bene – 4:06
6. La rivoluzione è avere 20 anni – 2:57
7. Milano stanotte – 4:15
8. Ho scelto te – 3:16
9. Adiós paranoia – 3:37
10. Talkin' to You (feat. Ensi) – 3:38
11. Aspettando l'alba – 3:02

## Classifiche
| Classifica (2018) | Posizione massima |
| ----------------- | ----------------- |
| Italia            | 5                 |
| Italia (vinili)   | 1                 |